# Jammerbugt FC
Maillots
Le Jammerbugt FC est un club danois de football basé à Pandrup, Jammerbugt.
Le club était autrefois connu sous le nom de Jetsmark IF.

## Histoire

### Origines
Le club a été fondé le 27 août 1973 à la suite de la fusion de deux clubs voisins, Kaas IF et Pandrup Boldklub.

### Évolution
Après avoir joué dans les divisions inférieures, Jammerbugt FC a atteint la deuxième division danoise en 2002 et a même participé à la Danish Cup en 2003, où il a atteint les huitièmes de finale.

### Changements de nom
En 2008, une superstructure d’élite a été mise en place pour l’équipe senior sous le nom de Blokhus FC, qui a ensuite été renommée en Jammerbugt FC en 2013.

### Promotion et déclin
Le club a été promu en première division danoise lors de la saison 2020-2021, mais après une saison chaotique et une relégation, le club a été déclaré en faillite le 22 août 2022.